# Ochrona absolutna
Ochrona absolutna (ang. Total Security, 1997) – amerykański serial sensacyjny stworzony przez Stevena Bochco.
Światowa premiera serialu miała miejsce 27 września 1997 roku na antenie ABC. Na kanale miało zostać wyemitowane 13 odcinków, jednakże zostało wyemitowanych tylko 6 odcinków. Ostatni odcinek został wyemitowany 8 listopada 1997 roku. W Polsce serial nadawany był dawniej w telewizji Polsat.

## Obsada
- James Remar jako Frank Cisco
- James Belushi jako Steve Wegman
- Debrah Farentino jako Jody Kiplinger
- Bill Brochtrup jako George LaSalle
- Flex Neville jako Watson
- Tracey Needham jako Ellie Jones
- Kristin Bauer jako Geneva Renault
- Tony Plana jako Luis Escobar

## Spis odcinków
| N/o            | Tytuł angielski               |
| -------------- | ----------------------------- |
|                |                               |
| SERIA PIERWSZA |                               |
|                |                               |
| 01             | Pilot                         |
|                |                               |
| 02             | One Wedding and a Funeral     |
|                |                               |
| 03             | Dental Men Prefer Blondes     |
|                |                               |
| 04             | Looking for Mr. Goombah       |
|                |                               |
| 05             | Citizen Canine                |
|                |                               |
| 06             | Who's Poppa?                  |
|                |                               |
| 07             | Look Who's Stalking           |
|                |                               |
| 08             | Das Bootie                    |
|                |                               |
| 09             | Evasion of the Body Snatchers |
|                |                               |
| 10             | Wet Side Story                |
|                |                               |
| 11             | The Never Bending Story       |
|                |                               |
| 12             | Do the Right Schwing          |
|                |                               |
| 13             | A Man for Half a Season       |
|                |                               |